# ميس توبالنغي
ميس توبالنغي (الاسم العلمي:Celtis tupalangi) هو نوع من النباتات يتبع جنس الميس من الفصيلة القنبية.